# Giuseppe De Riseis

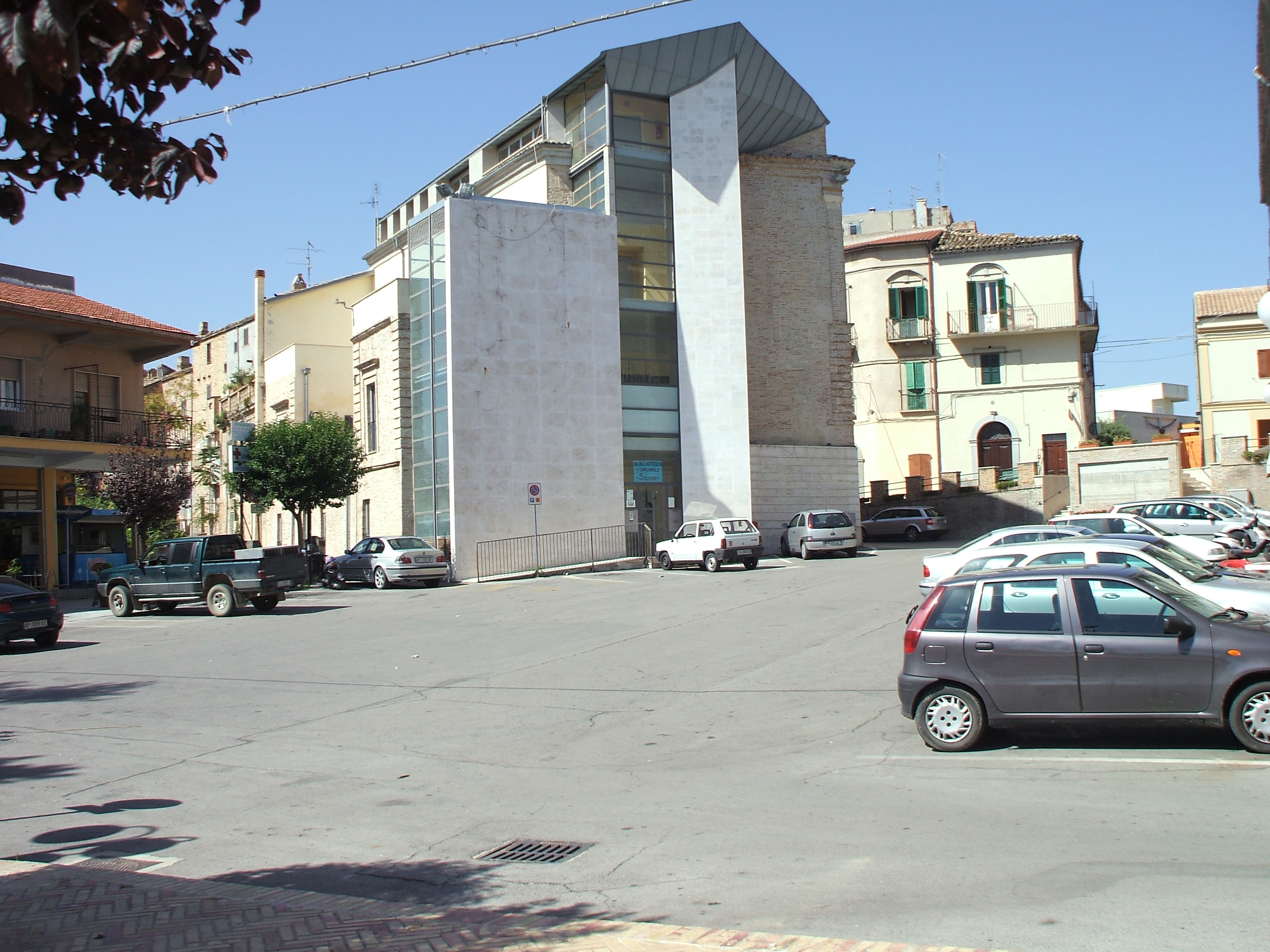
Piazza G. De Riseis, Scerni

Giuseppe De Riseis, Barone di Crecchio (Scerni, 17 dicembre 1833 – Roma, 18 gennaio 1924), è stato un imprenditore e politico italiano.

## Biografia
Figlio del senatore Panfilo De Riseis, grande proprietario terriero abruzzese, è stato consigliere e vicepresidente della provincia di Teramo, assessore, sindaco e ispettore per gli scavi e i monumenti di Chieti durante l'operato del prof. Vincenzo Zecca e Desiderato Scenna, promotore dei consorzi agrari dell'Aquila e di Chieti. Deputato per undici legislature, dal 1874 al 1909, ha promosso l'industrializzazione e le costruzioni ferroviarie abruzzesi. Nominato senatore nel 1909.
All'inizio degli anni 20, il barone De Riseis cedette 70.000 mq del duo tetteno presso il suo casino di campagna a Lanciano in accordo col senatore Raffaele Caporali per la costruzione dell'ospedale degli orfani di guerra, nel 1925 chiamato "Ospedali riuniti F. Renzetti".
Il casino di famiglia a Lanciano rimase abbandonato fino agli anni 90 quando fu acquistato da Di Fonzo. Possedeva delle lapidi presunte romane e medievali, di proprietà De Giorgio, fatte fabbricare dal sacerdote e storico locale don Omobono Bocache (1745-1824).
Gli è intitolata la piazza principale di Scerni, sua patria, dove si affaccia il palazzo di famiglia.